# Кельман Веніамін Мойсейович
Веніамін Мойсейович Кельман (1915—2008) — радянський фізик-експериментатор.

## Біографія
Народився 7 лютого 1915 року в Києві. Закінчив Київський університет у 1937 році. У 1937–1941 роках працював у Харківському фізико-технічному інституті . Брав участь у Німецько-радянській війні. Із 1945 по 1962 роки завідував лабораторією в Ленінградському фізико-технічному інституті. Із 1962 року завідував відділом ядерної спектроскопії Інституту ядерної фізики АН Казахської РСР; із 1987 року — на посаді головного наукового співробітника. Із 1991 року — в США.

## Наукова діяльність
Роботи з електронної оптики та ядерної спектроскопії. Створив новий напрямок в електронній оптиці — призмову електронну оптику. Розробив для ядерних досліджень на основі створених ним же електронних й іонних призм призмові бета- і мас-спектрометри великої роздільної здатності та світлосили.